# Thymoites ebus
Thymoites ebus är en spindelart som beskrevs av Claude Lévi 1964. Thymoites ebus ingår i släktet Thymoites och familjen klotspindlar. Inga underarter finns listade i Catalogue of Life.